# Segunda División 1944-1945 (Spagna)
L'edizione 1944-45 della Segunda División fu il quattordicesimo campionato di calcio spagnolo di seconda divisione. Il campionato vide la partecipazione di 14 squadre. Le prime due ottennero la promozione in Primera División mentre le ultime due retrocessero in Tercera División. Erano previsti anche i playoff.

## Classifica finale
|  |     | Classifica finale 1944-45 | Pt | G  | V  | N | P  | GF | GS | DR  |
|  | --- | ------------------------- | -- | -- | -- | - | -- | -- | -- | --- |
|  | 1.  | Alcoyano                  | 34 | 26 | 13 | 8 | 5  | 57 | 35 | +22 |
|  | 2.  | Hércules                  | 33 | 26 | 15 | 3 | 8  | 55 | 39 | +16 |
|  | 3.  | Celta Vigo                | 32 | 26 | 14 | 4 | 8  | 65 | 40 | +25 |
|  | 4.  | Real Sociedad             | 31 | 26 | 12 | 7 | 7  | 56 | 34 | +22 |
|  | 5.  | Xerez FC                  | 29 | 26 | 11 | 7 | 8  | 52 | 50 | +2  |
|  | 6.  | Racing Santander          | 26 | 26 | 11 | 4 | 11 | 69 | 57 | +12 |
|  | 7.  | Real Saragozza            | 26 | 26 | 12 | 2 | 12 | 50 | 53 | -3  |
|  | 8.  | Real Betis                | 26 | 26 | 11 | 4 | 11 | 45 | 47 | -2  |
|  | 9.  | Ceuta                     | 24 | 26 | 10 | 4 | 12 | 40 | 49 | -9  |
|  | 10. | Racing Ferrol             | 24 | 26 | 10 | 4 | 12 | 44 | 68 | -24 |
|  | 11. | Maiorca                   | 22 | 26 | 9  | 4 | 13 | 44 | 55 | -11 |
|  | 12. | Constància                | 22 | 26 | 9  | 4 | 13 | 42 | 53 | -11 |
|  | 13. | Leonesa                   | 22 | 26 | 10 | 2 | 14 | 41 | 49 | -8  |
|  | 14. | Barakaldo                 | 13 | 26 | 5  | 3 | 18 | 31 | 62 | -31 |

## Playoff
| Granada | 1-4 | Celta Vigo |

## Playout
| Constància | 2-3 | Córdoba |

## Record
- Maggior numero di vittorie:  Hércules  (15)
- Minor numero di sconfitte:  Alcoyano (5)
- Migliore attacco:  Racing Santander (69 reti segnate)
- Miglior difesa:  Alcoyano (34 reti subite)
- Miglior differenza reti:  Celta Vigo (+25)
- Maggior numero di pareggi:  Alcoyano (8)
- Minor numero di pareggi:  Real Saragozza,  Leonesa (2)
- Maggior numero di sconfitte:  Barakaldo (18)
- Minor numero di vittorie:  Barakaldo (5)
- Peggior attacco:  Barakaldo (31 reti segnate)
- Peggior difesa:  Racing Ferrol (64 reti subite)
- Peggior differenza reti:  Barakaldo (-31)

## Verdetti
- Alcoyano e  Hércules promosse in Primera División spagnola 1945-1946.
- Celta Vigo promosso in Primera División spagnola 1945-1946 dopo i playoff.
- Leonesa e  Barakaldo retrocesse in Tercera División.
- Constància retrocesso in Tercera División dopo i playout.